# Karmazyn
Karmazyn – odcień ciemnej czerwieni z niewielką domieszką błękitu. Tradycyjnie określany jako kolor krwi żylnej (ciemnej) w przeciwieństwie do szkarłatu.